# Клеј Сити (Илиноис)
Клеј Сити (енгл. Clay City) град је у америчкој савезној држави Илиноис.

## Демографија
По попису из 2010. године број становника је 959, што је 41 (-4,1%) становника мање него 2000. године.
| Група             | 2000.       | 2010.       |
| Белци             | 990 (99,0%) | 949 (99,0%) |
| Афроамериканци    | 0 (0,0%)    | 1 (0,1%)    |
| Азијати           | 1 (0,1%)    | 2 (0,2%)    |
| Хиспаноамериканци | 4 (0,4%)    | 3 (0,3%)    |
| Укупно            | 1.000       | 959         |